# Manfred Trenz
Manfred Trenz (Saarbrücken, 29 novembre 1965) è un autore di videogiochi tedesco, sviluppatore per Commodore 64, Amiga e console Nintendo fino agli anni 2000.
È noto soprattutto come autore di Turrican.

## Biografia
Inizialmente di professione disegnatore edile, Trenz si appassionò di home computer nel 1984 circa e imparò da autodidatta a programmare in BASIC e Assembly. Era anche dotato come artista grafico e si divertiva con il diffuso programma di disegno KoalaPainter.
Quando la rivista informatica tedesca 64'er, dedicata al Commodore 64, lanciò una gara di animazione nel numero di giugno 1986, il ventenne Trenz partecipò con Megamove II, un demo di un'enorme astronave in viaggio su un campo stellare. Gli valse il terzo posto e un premio di appena 100 marchi, ma grazie alle immagini pubblicate sulla rivista si fece notare dalla Rainbow Arts, che gli offrì un impiego come artista grafico.
I primi lavori alla Rainbow Arts a cui Trenz contribuì con la grafica furono Street Gang, In 80 Days Around the World e The Great Giana Sisters, del 1987. Grazie a Trenz, anche il suo vecchio amico Andreas Escher (23 gennaio 1966) entrò alla Rainbow Arts come grafico. I due, appassionati di sparatutto a scorrimento, ne vollero realizzare uno per Commodore 64 graficamente avanzato e con enormi boss, una cosa che non si era ancora vista su quel computer, e idearono come progetto amatoriale Katakis (1988). Trenz si occupava della programmazione, ruolo che non aveva ancora mai assunto nell'azienda, e di parte del game design, ed Escher della grafica e del design generale. La Rainbow Arts, dopo aver visto una versione precoce del gioco, decise di finanziarlo come prodotto commerciale. Da allora si capì che Trenz era un ottimo programmatore e capace di ideare i propri giochi.
Katakis fu un grande successo, ma poi la sua fama scemò, mentre Trenz lavorò a un nuovo progetto sempre per la Rainbow Arts, lo sparatutto a piattaforme Turrican (1990), un enorme successo con diversi seguiti. Grazie a Katakis e Turrican, la rivista Amiga Joker definì Trenz uno dei migliori programmatori di videogiochi della Germania. Il primo Turrican fu ideato e realizzato da Trenz su Commodore 64, mentre nella conversione per Amiga è accreditato come parte della squadra. L'autore collaborò nuovamente con Escher alla creazione del primo seguito, Turrican II (1991). Escher continuò a lavorare con Trenz per molti anni.
Dopo Turrican II l'era del Commodore 64 stava finendo e Trenz si concentrò sulle console. La sua successiva creazione fu Super Turrican (1993) per NES, ma in parallelo, come progetto fuori orario, volle realizzare un ultimo titolo per C64, Enforcer (uscito in edicola, 1992). Fino agli anni 2000 l'attività di Trenz continuò con titoli di vario genere per diverse console e per diverse aziende.
Verso il 2001 Trenz tentò di realizzare versioni dei propri classici nella terza dimensione, con Turrican 3D per PC e Katakis 3D per Game Boy Color, ma entrambi furono annullati a sviluppo avanzato, rispettivamente dalla THQ e dalla Similis GmbH.
Nel 2004 Trenz fondò la Denaris Entertainment Software (DES), un'azienda di sviluppo che si occupò soprattutto di videogiochi per Game Boy Advance e Nintendo DS, console portatili per le quali era sviluppatrice autorizzata. I prodotti dell'azienda e di Trenz sono noti fino a circa la fine del decennio.
Un progetto per un Katakis 2 è stato in previsione per molti anni alla Denaris, ma poi venne abbandonato. Solo nel 2017 uscì Crush su Steam, un erede di Katakis, ma opera di un'altra squadra di sviluppo guidata da André Buerger, il quale sostiene che il gioco era rimasto in sospeso per molto tempo a causa di dispute legali tra Trenz e la Factor 5, che nel frattempo ha acquisito i diritti sulla proprietà intellettuale di Katakis.

## Videogiochi
Titoli nel cui sviluppo Trenz ha avuto un ruolo di rilievo:
- The Great Giana Sisters (1987) per C64, Amiga
- In 80 Days Around the World (1987) per C64
- Katakis (1988) per C64
- R-Type (1988) per C64
- Denaris (1989) per C64
- Turrican (1990) per C64, Amiga
- Turrican II: The Final Fight (1991) per C64, Amiga
- Enforcer: Fullmetal Megablaster (1992) per C64, un seguito non ufficiale di Katakis
- Universal Soldier (1992) per Game Boy, Mega Drive
- Super Turrican (1993) per NES
- Rendering Ranger R² (1995) per SNES
- Micro Machines V3 (2000) per Game Boy Color
- Turrican 3D (annullato 2001 circa) per PC
- Katakis 3D (annullato 2001 circa) per Game Boy Color
- Counter Terrorist Special Forces (2002) per PlayStation
- Moorhuhn Kart (2003) per PlayStation
- RTL Skispringen 2004 (2004) per cellulari
- Crazy Frog Racer (2005) per Game Boy Advance
- Paws & Claws: Pet Resort (2005) per Game Boy Advance
- Paws & Claws: Pet Vet (2006) per Game Boy Advance
- Ankh (2008) per Nintendo DS
- Vicky the Viking (2009) per Nintendo DS, tratto da Vicky il vichingo
- La mia scuderia: Una vita per i cavalli (2009) per Nintendo DS
- Mission Runway (2009) per Nintendo DS